# Хоан Мохіка
Хоан Мохіка (ісп. Johan Mojica, нар. 21 серпня 1992, Калі) — колумбійський футболіст, лівий захисник та півзахисник клубу «Мальорка» і національної збірної Колумбії.

## Клубна кар'єра
Народився 21 серпня 1992 року в місті Калі. Вихованець футбольної школи клубу «Академія» (Богота), а з 2011 року став виступати за першу команду у другому колумбійському дивізіоні, де він виділявся своєю технікою та швидкістю.
2012 року став гравцем «Льянерос», також з другого дивізіону, з якого на початку 2013 року став гравцем «Депортіво Калі». 30 березня він дебютував у Прімері в матчі проти «Ітагуї». До літа 2013 року зіграв за клуб 19 матчів у всіх турнірах, після чого також на правах оренди став виступати за іспанський «Райо Вальєкано». 15 вересня 2013 року дебютував у Ла Лізі в матчі проти «Малаги», вийшовши на заміну на 69-й хвилині замінивши Себастьяна Фернандеса. У новій команді не був основним гравцем, зігравши за сезон лише 15 матчів в усіх турнірах, тим не менш влітку «Райо Вальєкано» викупив контракт гравця, після чого відразу віддав в оренду в клуб Сегунди «Реал Вальядолід». У цій команді він був переведений на позицію лівого захисника, де був основним наступні два сезони своєї ігрової кар'єри. 
Влітку 2016 року Мохіка повернувся в «Райо Вальєкано», але знову закріпитись у команді не зумів, зігравши до кінця року лише 6 матчів у Ла Лізі, через що 31 січня 2017 року, в останній день зимового трансферного вікна, знову був відданий в оренду в клуб Сегунди, цього разу в «Жирону». За підсумками того ж сезону колумбієць допоміг каталонцям вперше в історії вийти до Ла Ліги. Після цього 18 серпня термін оренди був продовжений ще на сезон, в якому Мохіка зіграв 30 матчів і допоміг команді зберегти прописку. Після цього 1 липня 2018 року «Жирона» викупила контракт гравця за 5 мільйонів євро.
За два роки, у вересні 2020 року колумбієць на умовах оренди до кінця сезону 2020/21 перейшов до італійської «Аталанти», кольори якої вже захищали його співвітчизники Луїс Мур'єль та Дуван Сапата.
Після закінчення оренди в «Аталанту», також на правах оренди приєднався до складу «Ельче».

## Виступи за збірну
26 березня 2015 року дебютував в офіційних матчах у складі національної збірної Колумбії в товариському матчі проти Бахрейну (6:0), забивши в цьому ж матчі перший гол за збірну.
У складі збірної був учасником чемпіонату світу 2018 року у Росії, де взяв участь у всіх чотирьох матчах своєї збірної, яка припинила боротьбу на стадії 1/8 фіналу.
| Дата       | Місто          | Господарі      | Результат               | Гості     | Турнір               | Голи | Примітки |
| ---------- | -------------- | -------------- | ----------------------- | --------- | -------------------- | ---- | -------- |
| 26-3-2015  | Манама         | Бахрейн        | 0 – 6                   | Колумбія  | товариський матч     | 1    | 63'      |
| 29-3-2015  | Абу-Дабі       | Кувейт         | 1 – 3                   | Колумбія  | товариський матч     | -    | 46'      |
| 27-3-2018  | Лондон         | Колумбія       | 0 – 0                   | Австралія | товариський матч     | -    | 83'      |
| 1-6-2018   | Бергамо        | Єгипет         | 0 – 0                   | Колумбія  | товариський матч     | -    | 46'      |
| 19-6-2018  | Саранськ       | Колумбія       | 1 – 2                   | Японія    | ЧС 2018 - 1-й етап   | -    |          |
| 24-6-2018  | Казань         | Польща         | 0 – 3                   | Колумбія  | ЧС 2018 - 1-й етап   | -    |          |
| 28-6-2018  | Самара         | Сенегал        | 0 – 1                   | Колумбія  | ЧС 2018 - 1-й етап   | -    | 45'      |
| 3-7-2018   | Москва         | Колумбія       | 1 – 1 д.ч. (3 – 4 п.п.) | Англія    | ЧС 2018 - 1/8 фіналу | -    |          |
| 15-10-2019 | Лілль          | Алжир          | 3 – 0                   | Колумбія  | товариський матч     | -    |          |
| 9-10-2020  | Барранкілья    | Колумбія       | 3 – 0                   | Венесуела | Відбір до ЧС 2022    | -    |          |
| 13-10-2020 | Сантьяго       | Чилі           | 2 – 2                   | Колумбія  | Відбір до ЧС 2022    | -    |          |
| 13-11-2020 | Богота         | Колумбія       | 0 – 3                   | Уругвай   | Відбір до ЧС 2022    | -    |          |
| 17-11-2020 | Кіто           | Еквадор        | 6 – 1                   | Колумбія  | Відбір до ЧС 2022    | -    | 40'      |
| 7-10-2021  | Монтевідео     | Уругвай        | 0 – 0                   | Колумбія  | Відбір до ЧС 2022    | -    | 90'      |
| 10-10-2021 | Барранкілья    | Колумбія       | 0 – 0                   | Бразилія  | Відбір до ЧС 2022    | -    |          |
| 14-10-2021 | Барранкілья    | Колумбія       | 0 – 0                   | Еквадор   | Відбір до ЧС 2022    | -    |          |
| 11-11-2021 | Сан-Паулу      | Бразилія       | 1 – 0                   | Колумбія  | Відбір до ЧС 2022    | -    | 23' 55'  |
| 28-1-2022  | Барранкілья    | Колумбія       | 0 – 1                   | Перу      | Відбір до ЧС 2022    | -    | 90+1'    |
| 1-2-2022   | Кордова        | Аргентина      | 1 – 0                   | Колумбія  | Відбір до ЧС 2022    | -    |          |
| 24-9-2022  | Гаррісон       | Колумбія       | 4 – 1                   | Гватемала | товариський матч     | -    |          |
| 19-11-2022 | Форт-Лодердейл | Колумбія       | 2 – 0                   | Парагвай  | товариський матч     | -    | 46'      |
| 24-3-2023  | Ульсан         | Південна Корея | 2 – 2                   | Колумбія  | товариський матч     | -    |          |
| 22-3-2024  | Лондон         | Іспанія        | 0 – 1                   | Колумбія  | товариський матч     | -    |          |
| 26-3-2024  | Мадрид         | Колумбія       | 3 – 2                   | Румунія   | товариський матч     | -    |          |
| 8-6-2024   | Лендовер       | США            | 1 – 5                   | Колумбія  | товариський матч     | -    |          |
| Усього     |                | Матчів         | 25                      |           | Голів                | 1    |          |